# XI legislatura de España
La xi legislatura de España (c desde las Cortes de Cádiz) comenzó el 13 de enero de 2016 cuando, tras la celebración de las elecciones generales, se constituyeron las Cortes Generales y terminó el 3 de mayo de 2016, con la disolución de las mismas, si bien formalmente se prolongó hasta el 19 de julio de 2016, cuando las diputaciones permanentes de las Cortes Generales se disolvieron, dando paso a las nuevas cámaras electas el 26 de junio anterior. Le precedió la x legislatura y le sucedió la xii legislatura.
La xi legislatura se caracterizó por la desaparición del bipartidismo debido a la entrada de los partidos políticos Podemos y Ciudadanos. El nuevo Congreso de los Diputados, notablemente multipartidista, no fue capaz de investir a un presidente del Gobierno, lo que provocó la disolución de las Cortes por imperativo constitucional y la convocatoria de unas nuevas elecciones generales. El primer Gobierno de Mariano Rajoy se mantuvo en funciones durante toda la legislatura. Con una duración de 111 días, constituye la legislatura más corta del actual periodo democrático y la más corta desde 1923.

## Inicio de la legislatura

### Escenario poselectoral
Las elecciones generales de diciembre de 2015 dibujaron un escenario en el que ningún partido político tenía los escaños necesarios para investir a un presidente del Gobierno por sí mismo. Los 123 escaños del Partido Popular (PP) sumados hipotéticamente a los 40 de Ciudadanos no eran suficientes para dar la mayoría simple que garantizase la investidura de Mariano Rajoy en segunda votación. Por ello, el PP propuso la búsqueda de un pacto con el Partido Socialista Obrero Español (PSOE) (90 escaños) para que se abstuviesen en segunda vuelta y dejaran, de esta manera, gobernar a la lista más votada. Sin embargo, el PSOE se desmarcó de esta posibilidad: su dirección decidió por unanimidad que no apoyarían la investidura de Rajoy como presidente del Gobierno, aunque comprendían que el PP intentase formar gobierno por ser el partido más votado. Al mismo tiempo, los socialistas evitaron pronunciarse, en un primer momento, sobre la formación de un Gobierno alternativo de izquierdas que incluyera a Podemos y sus coaliciones a nivel autonómico (69 escaños). La misma noche de las elecciones, el partido de Pablo Iglesias fijó una serie de condiciones que cualquier partido interesado en llegar a un acuerdo con ellos debería aceptar: el blindaje de los derechos sociales en la Constitución, una reforma del sistema electoral, la introducción de una moción de confianza ciudadana en caso de incumplimiento del programa electoral y la consideración de España como país plurinacional en un encaje constitucional diferente, que incluyese un referéndum sobre la independencia de Cataluña. Por su parte, el líder de Ciudadanos aseguró que su partido se abstendría para facilitar un Gobierno en minoría del PP e instó al PSOE a hacer lo mismo y evitar Gobiernos multipartitos.
El 23 de diciembre, Mariano Rajoy inició una ronda de contactos para buscar apoyos. El líder del PSOE le comunicó que su partido no apoyaría «la continuidad del PP ni la de Mariano Rajoy al frente del Gobierno». Sánchez aseguró que la repetición de las elecciones sería la última de las opciones. En esta línea, Sánchez rechazó un pacto a tres bandas con el PP y Ciudadanos, pero se ofreció a liderar las negociaciones con todas las fuerzas políticas, iniciando conversaciones telefónicas con Pablo Iglesias y Albert Rivera. Sin embargo, los contactos con Podemos empezaban dos días después de que este partido hubiera desautorizado a Pedro Sánchez como candidato a la presidencia del Gobierno, sugiriendo en su lugar a un presidente independiente con un perfil técnico. Este rechazo al liderazgo de Sánchez no venía solo desde Podemos: los llamados barones del PSOE (esto es, sus líderes territoriales) eran contrarios a pactar con el partido de Iglesias y querían establecer las líneas rojas de las alianzas con otros partidos, restando así poder de decisión a Pedro Sánchez. En este sentido, la presidenta andaluza, Susana Díaz, advirtió a Sánchez de que la política de alianzas se debía aprobar en el Comité Federal del partido. Cuando este se celebró el 28 de diciembre, se acordó que si Podemos no renunciaba a su propuesta de celebrar un referéndum en Cataluña, el PSOE ni siquiera iniciaría el diálogo con ellos.
Los líderes de Podemos y Ciudadanos fueron recibidos por Mariano Rajoy en la Moncloa el 28 de diciembre. Iglesias confirmó que no coincidía «en nada» con Rajoy y que estaba dispuesto a impedir un Gobierno del PP. El líder de Ciudadanos reiteró su intención de abstenerse para facilitar la formación de un Gobierno en minoría. Al día siguiente, Mariano Rajoy planteó una gran coalición que sumase más de 200 escaños para dar «estabilidad al país y garantizar la unidad de España» con él mismo como presidente. El PP se mostraba dispuesto a ofrecerle al PSOE tres puestos en la Mesa del Congreso (en lugar de los dos que les correspondería) si aceptaban su acuerdo de Gobierno.

### Constitución de las Cortes Generales
Tanto el Congreso de los Diputados como el Senado se constituyeron a las diez de la mañana del miércoles 13 de enero de 2016. Ese mismo día también se designó a los miembros de las Mesas de ambas Cámaras. Patxi López fue elegido presidente del Congreso de los Diputados con apoyo de PSOE y Ciudadanos y el voto en blanco del PP. Fue la primera vez en la democracia española que el presidente del Congreso no pertenecía al partido mayoritario en la cámara. Pío García-Escudero fue reelegido presidente del Senado.
| Cargo                  | Titular                | Lista   |
| Presidente             | Patxi López            | PSOE    |
| Vicepresidenta primera | Celia Villalobos       | PP      |
| Vicepresidenta segunda | Micaela Navarro        | PSOE    |
| Vicepresidenta tercera | María Gloria Elizo     | Podemos |
| Vicepresidenta cuarta  | Rosa Romero            | PP      |
| Secretaria primera     | Alicia Sánchez-Camacho | PP      |
| Secretario segundo     | Ignacio Prendes        | Cs      |
| Secretaria tercera     | Patricia Reyes         | Cs      |
| Secretario cuarto      | Marcelo Expósito       | En Comú |

| Cargo                  | Titular                   | Lista   |
| Presidente             | Pío García-Escudero       | PP      |
| Vicepresidente primero | Pedro Sanz                | PP      |
| Vicepresidente segundo | Joan Lerma                | PSOE    |
| Secretario primero     | Luis Aznar                | PP      |
| Secretaria segunda     | Adela Pedrosa             | PP      |
| Secretario tercero     | Juan Carlos Raffo         | PSOE    |
| Secretaria cuarta      | María Eugenia Iparragirre | EAJ-PNV |

### Formación de los grupos parlamentarios
Congreso de los Diputados
En la XI legislatura se presentaron ante la Mesa del Congreso un total de ocho peticiones de registro de grupos parlamentarios. Seis de ellas fueron aprobadas: el Grupo Parlamentario Popular, el Socialista, el Catalán (DiL), el Vasco (PNV), el de Ciudadanos y el de Podemos. Este último junto con sus confluencias (En Marea, En Comú Podem y Compromís-Podemos-És el moment) aspiraban a tener cuatro grupos parlamentarios, pero, ante la negativa de los demás partidos en la Mesa del Congreso, formaron un solo grupo compuesto por Podemos, En Marea, En Comú Podem y los diputados de Podemos (y la independiente) de És El Moment. Por otro lado, los diputados de Compromís intentaron conformar grupo propio, pero su petición fue denegada y se integraron en el grupo mixto.
Esquerra Republicana de Catalunya había acogido en su grupo a los diputados de Izquierda Unida-Unidad Popular y las de Euskal Herria Bildu, pero la Mesa del Congreso se lo denegó al considerar un fraude de ley que los diputados de IU-UP abandonasen el grupo nada más ser constituido, solo para cobrar subvenciones. Finalmente ERC formó grupo propio en solitario y los diputados de IU-UP y EHB se integraron en el Grupo Parlamentario Mixto.
Los diputados de Coalición Canaria, Unión del Pueblo Navarro, Foro Asturias, Nueva Canarias y el tránsfuga del PP, Pedro Gómez de la Serna, se incorporaron directamente en el Grupo Mixto.
| Grupo | Grupo                            | Partidos                                                            | Portavoz | Líder | Diputados |
|       | Popular en el Congreso           | PP: 119                                                             | Rafael Hernando | Mariano Rajoy | 119       |
|       | Socialista                       | PSOE : 89                                                           | Antonio Hernando | Pedro Sánchez | 89        |
|       | Podemos-En Comú Podem-En Marea   | Podemos: 47 En Comú: 12 En Marea: 6                                 | Íñigo Errejón | Pablo Iglesias | 65        |
|       | Ciudadanos                       | Cs: 40                                                              | Juan Carlos Girauta | Albert Rivera | 40        |
|       | Esquerra Republicana             | ERC: 9                                                              | Joan Tardà | Joan Tardà | 9         |
|       | Catalán (Democràcia i Llibertat) | Convèrgencia: 7 Demòcrates: 1                                       | Francesc Homs | Francesc Homs | 8         |
|       | Vasco (EAJ-PNV)                  | EAJ-PNV: 6                                                          | Aitor Esteban | Aitor Esteban | 6         |
|       | Grupo Mixto                      | Compromís: 4 UPN: 2 IU-UP: 2 EH Bildu: 2 CC: 1 FAC: 1 NC: 1 Ind.: 1 | Joan Baldoví Carlos Casimiro Salvador Alberto Garzón Onintza Enbeita Ana María Oramas Isidro Manuel Martínez Pedro Quevedo Iturbe Pedro Gómez de la Serna | Joan Baldoví Carlos Casimiro Salvador Alberto Garzón Onintza Enbeita Ana María Oramas Isidro Manuel Martínez Pedro Quevedo Iturbe Pedro Gómez de la Serna | 14        |
| Total | Total                            |                                                                     | | | 350       |

Senado
En la XI legislatura se presentaron ante la Mesa del Senado un total de siete peticiones de registro de grupos parlamentarios. Seis de ellas fueron aprobadas: el Grupo Parlamentario Popular, el Socialista, el Catalán (DiL), el Vasco (PNV), el de Esquerra Republicana (ERC) y el de Podemos. Este último y sus confluencias registraron dos grupos parlamentarios: uno integrado por 11 senadores de Podemos y otro formado por 12 senadores de En Marea, Compromís-Podem, En Comú Podem, Catalunya Sí que es Pot y los senadores vascos de Podemos. Este segundo grupo fue rechazado por la Mesa del Senado y sus integrantes se incorporaron al grupo principal de Podemos.
Esquerra Republicana de Catalunya y Democràcia i Llibertat, al no llegar al mínimo requerido de diez senadores, tuvieron que incorporar temporalmente en sus respectivos grupos a dos senadores del PSOE para poder formar grupo parlamentario propio.
Los senadores de Ciudadanos, CC, UPN, FAC, Bildu, Geroa Bai, ASG y AHI se incorporaron al Grupo Mixto.
| Grupo | Grupo                                         | Partidos                                                        | Portavoz | Senadores |
|       | Popular en el Senado                          | PP: 140 PAR: 2                                                  | José Manuel Barreiro | 142       |
|       | Socialista                                    | PSOE: 67 PSdeG-PSOE: 1 PSE-EE-PSOE: 1 PSC-PSOE: 1               | Óscar López | 67        |
|       | Podemos-En Comú-Compromís-En Marea            | Podemos: 17 Compromís: 2 ICV: 2 CSQP: 1 IU: 1                   | Ramón Espinar Merino | 23        |
|       | Catalán en el Senado (Democràcia i Llibertat) | Convèrgencia: 7 Demòcrates: 1                                   | Josep Lluís Cleries i Gonzàlez | 8         |
|       | Esquerra Republicana                          | ERC: 8                                                          | Santiago Vidal Marsal | 8         |
|       | Vasco en el Senado (EAJ-PNV)                  | EAJ-PNV: 7                                                      | Jokin Bildarratz Sorrion | 7         |
|       | Grupo Mixto                                   | Cs: 3 CC: 1 UPN: 1 FAC: 1 EH Bildu: 1 Geroa Bai:1 ASG: 1 AHI: 1 | Luis Crisol María del Mar Julios Francisco Javier Yaguas Fernández Rosa María Domínguez Iñaki Goioaga Llano Ana Carmen Luján Yaiza Castilla Herrera Pablo Rodríguez Cejas | 10        |
| Total | Total                                         |                                                                 | | 265       |

### Investidura

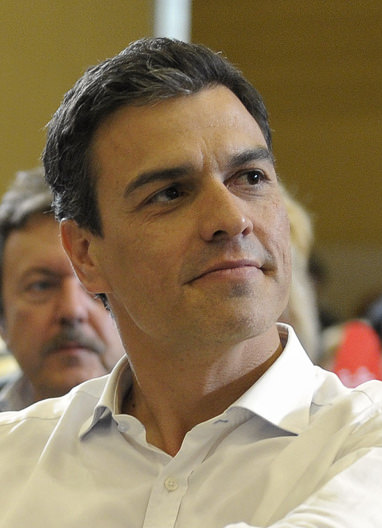
Pedro Sánchez, candidato a presidente del Gobierno

El 18 de enero de 2016, tras la renovación del Congreso de los Diputados, el rey Felipe VI inició una ronda de consultas con los representantes de los partidos políticos con presencia parlamentaria, en cumplimiento de lo dispuesto en el artículo 99 de la Constitución. El jefe del Estado le ofreció al presidente del PP, Mariano Rajoy, proponerle como candidato a la presidencia del Gobierno, por encabezar la lista más votada en las elecciones. No obstante, Rajoy declinó la propuesta, al no contar en ese momento con los apoyos necesarios para garantizar su investidura. En su entrevista con el rey, Pablo Iglesias le propuso, ante la sorpresa del PSOE, un gobierno de izquierdas en coalición, donde la presidencia recaería en Pedro Sánchez y la vicepresidencia en Iglesias, propuesta que Sánchez rechazó. Ante la negativa de Rajoy, el rey se vio obligado a buscar un nuevo candidato.
El 27 de enero el rey inició una segunda ronda de consultas. Al término de la misma, el presidente del Congreso, Patxi López, anunció en nombre del rey que el nuevo candidato propuesto era el secretario general del PSOE, Pedro Sánchez, por encabezar la candidatura del segundo partido más votado.
Patxi López anunció que el debate y la votación de investidura se celebrarían los días 2 y 3 de marzo de 2016. En consecuencia, si fuese necesaria, se celebraría una segunda votación el sábado 5 de marzo. Dado que la Constitución establece que deben transcurrir dos meses desde la primera votación de investidura hasta la disolución de las Cortes (en caso de no ser investido ningún candidato), y que deben pasar otros 54 días desde que se convoquen elecciones hasta que se celebren, las elecciones se deberían celebrar el martes 28 de junio de 2016. Días más tarde, Patxi López rectificó, adelantando el debate de investidura para los días 1 y 2 de marzo, con el objeto de poder repetir las elecciones en domingo, como es tradicional en España.
El 24 de febrero, PSOE y Ciudadanos firmaron un pacto de investidura tras varias semanas de negociación. Podemos, que había estado presionando junto con Izquierda Unida para conseguir un gobierno de izquierdas, rompió las negociaciones con el PSOE tras el anuncio del pacto. Por su parte, Ciudadanos intentó sin éxito conseguir el apoyo del PP al pacto.
El 1 de marzo comenzó el debate de investidura con el discurso del candidato a la Presidencia del Gobierno. Al día siguiente, inmediatamente después de la conclusión del debate, tuvo lugar la primera votación de investidura. El resultado arrojó 130 votos a favor (PSOE, Ciudadanos y Nueva Canarias), 1 abstención (Coalición Canaria) y 219 votos en contra (PP, Podemos, En Comú, En Marea, ERC, DiL, PNV, Compromís, IU, EH Bildu, UPN, Foro y 1 independiente). Pedro Sánchez no alcanzó la mayoría absoluta requerida (176) para resultar investido presidente del Gobierno.
Cuarenta y ocho horas después, el viernes 4 de marzo, de acuerdo con el artículo 99.3 de la Constitución Española, Pedro Sánchez se presentó en el Congreso para buscar la confianza de la cámara, para lo que necesitaba una mayoría simple. El resultado de la segunda votación de investidura se saldó con 131 votos a favor, 219 votos en contra y ninguna abstención. Todos los partidos repitieron el sentido de su voto dos días antes, a excepción de Coalición Canaria, que en esta ocasión apoyó al candidato. Al no alcanzarse la mayoría simple, el Congreso de los Diputados no otorgó la confianza al candidato. Fue la primera vez en la historia de la democracia española que el candidato propuesto por el rey no obtuvo la confianza de la cámara.
| Candidato     | Fecha                                                   | Voto |     |    |    |    |    |   |   |   |   |   |   |   |   |   |   |   | Total   |  |  |
| ------------- | ------------------------------------------------------- | ---- | --- | -- | -- | -- | -- | - | - | - | - | - | - | - | - | - | - | - | ------- |  |  |
| Pedro Sánchez | 2 de marzo de 2016 Mayoría absoluta requerida (176/350) | Sí   |     | 89 |    | 40 |    |   |   |   |   |   |   |   |   |   |   | 1 | 130/350 |  |  |
| Pedro Sánchez | 2 de marzo de 2016 Mayoría absoluta requerida (176/350) | No   | 120 |    | 47 |    | 12 | 9 | 8 | 6 | 6 | 4 | 2 | 2 | 2 |   | 1 |   | 219/350 |  |  |
| Pedro Sánchez | 2 de marzo de 2016 Mayoría absoluta requerida (176/350) | Abs. |     |    |    |    |    |   |   |   |   |   |   |   |   | 1 |   |   | 1/350   |  |  |
| Pedro Sánchez |                                                         |      |     |    |    |    |    |   |   |   |   |   |   |   |   |   |   |   |         |  |  |
| Pedro Sánchez | 4 de marzo de 2016 Mayoría simple requerida             | Sí   |     | 89 |    | 40 |    |   |   |   |   |   |   |   |   | 1 |   | 1 | 131/350 |  |  |
| Pedro Sánchez | 4 de marzo de 2016 Mayoría simple requerida             | No   | 120 |    | 47 |    | 12 | 9 | 8 | 6 | 6 | 4 | 2 | 2 | 2 |   | 1 |   | 219/350 |  |  |
| Pedro Sánchez | 4 de marzo de 2016 Mayoría simple requerida             | Abs. |     |    |    |    |    |   |   |   |   |   |   |   |   |   |   |   | 0/350   |  |  |

Al no haber resultado electo el candidato propuesto por el jefe del Estado, el presidente del Congreso anunció el lunes 7 de marzo, tras una breve reunión con el monarca, que este había decidido dar tiempo a los partidos para buscar acuerdos, renunciando por el momento a iniciar una tercera ronda de consultas.

## Fin de la legislatura
Prácticamente transcurridos los dos meses legalmente previstos para investir presidente desde el primer intento, y antes de convocar nuevamente elecciones, el rey realizó una tercera ronda de consultas con los representantes de los partidos políticos para valorar la posibilidad de intentar una nueva investidura dentro del citado plazo. Tras concluir esta ronda de contactos, el rey constató la imposibilidad de proponer a ningún candidato con posibilidades reales de obtener las mayorías requeridas en el Congreso para investir a un presidente del Gobierno. El 3 de mayo se disolvieron las Cortes Generales y se convocaron nuevas elecciones para el 26 de junio de 2016.